# Théâtre National de Lettonie
Le Théâtre National de Lettonie  (en letton : Latvijas Nacionālais teātris) est un théâtre à Riga en Lettonie.

## Présentation
Fondé le 14 septembre 1902. Il se situe au 2, Kronvalda bulvāris au bord du canal de verdure.
Le théâtre comporte trois salles de spectacle Lielā zālē, Aktieru zāle et Jaunā zāle qui offrent respectivement 799, 80 et 90 places de spectateurs. 

## Histoire

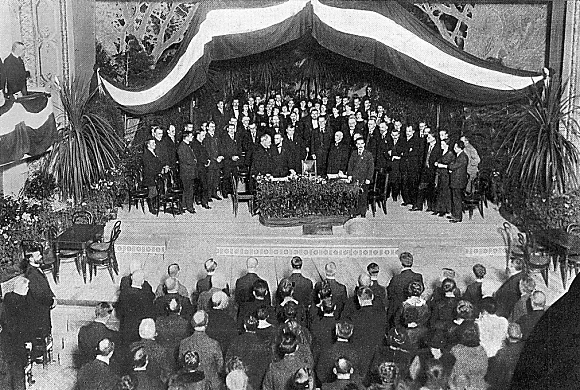
Declaration d'indépendance de la Lettonie le 18 novembre 1918.

Le deuxième théâtre de la ville de Riga est construit entre 1899 et 1902, selon les plans de l'architecte letton Augusts Reinbergs.
Il est fermé pendant la première Guerre mondiale. 
En 1917, on y donne le premier spectacle en letton. 
L'indépendance de la Lettonie sera déclarée dans ce théâtre le 18 novembre 1918.
Il est renommé théâtre national le 30 novembre 1919, un an après la declaration d'indépendance de la Lettonie.
Le bâtiment est classé monument culturel  protégé en 1998.